# Бобан Йович
Бобан Йович (сло. Boban Jović, нар. 25 червня 1991, Цельє, Словенія) — словенський футболіст, захисник футбольної команди «Вісла» що нині виступає в Екстраклясі.

## Життєпис
Йович почав свою футбольну кар'єру в місцевій команді «Чемпіон». До свого першої професійної команди «Алюміній» переїхав ще в підлітковому віці. Однак вік не став йому на заваді і він вже тоді виступав в Другому дивізіоні Словенії. Був в складі збірної Словенії (у віковій категорії до 19 років) яка поїхала на Молодіжний чемпіонат Європи з футболу в Україну.
Після турніру Йович перебрався до «Олімпії» з Любляни де у сезоні 2009/10 зіграв 16 матчів на позиції півзахисника. Наступного сезону він став незмінним гравцем основного складу відігравши 30 ігор в основному складі. У 2015 році він підписав контракт з польською «Віслою».